# Musée des Sciences (Laval)
Pour les articles homonymes, voir Musée des sciences.
Le musée des Sciences est un musée municipal de Laval, en Mayenne, dans la région française Pays de la Loire. Il est situé dans un édifice néogrec en bordure du jardin de la Perrine et de la place de Hercé. Il possède plus de 120 000 pièces collectées à partir du XIXe siècle, notamment des herbiers, des animaux naturalisés, des minéraux, des fossiles et des instruments scientifiques anciens. Il possède aussi une bibliothèque scientifique regroupant un certain nombre d'ouvrages scientifiques anciens.
L'institution possède le label musée de France .

## Historique
Le musée s'est formé en 1833, lorsqu'il reçoit son premier conservateur. Ses collections, d'abord constituées des cabinets d'histoire naturelle et de chimie de la bibliothèque municipale et de l'école centrale, sont augmentées progressivement par des legs d'herbiers et de minéraux, notamment de la part des agriculteurs de la région.
Néanmoins, jusqu'aux années 1850, le musée est davantage un lieu de stockage que d'exposition. En 1880, les collections sont largement augmentées par des dons de fonds paléontologiques. Le musée est encore enrichi par les conservateurs Daniel Œhlert et Louis Vallée, ce dernier étant à l'origine des collections d'anciens objets scientifiques.
Le musée des Sciences est d'abord installé à l'hôtel de ville en 1833, puis dans la bibliothèque de la place Saint-Tugal en 1840. En 1912, il est transféré dans le château de Laval. Enfin, les collections sont placées dans l'édifice qu'il occupe actuellement en 1974 sous l'impulsion de Louis Vallée et Jane Guyon. Ce bâtiment, à l'origine dévolu au musée des Beaux-Arts, avait fermé à la Libération. Son fonds de peinture avait été relocalisé au château en 1967, avec l'ouverture du musée d'art naïf.
En 1996, le musée est laissé[Quoi ?] au ZOOM, centre de culture scientifique, technique et industrielle (CCSTI) de Laval. Celui-ci place toutes les collections en réserve.

## Édifice
Le musée des Sciences est installé dans le seul édifice de style néo-classique de Laval. Il a été construit de 1890 à 1899 sous l'impulsion du peintre Charles Landelle, qui voulait créer un musée des Beaux-Arts dans sa ville natale, puis il est inauguré par le président de la République Félix Faure. Les plans ont été dessinés par l'architecte municipal Léopold Ridel, qui avait toutefois prévu un bâtiment bien plus grand. La décoration intérieure et extérieure a fait appel à plusieurs artistes, comme Armand Hourlier pour les peintures, Joseph Vallet et Georges Gardet pour la sculpture, et Isidore Odorico pour les mosaïques,.
Le bâtiment, par son caractère monumental et néo-classique, veut apparaître comme un « temple de l'art ». Il est construit en pierre de taille de calcaire sur un socle de granite. L'ensemble est constitué d'un porche en avant-corps, ouvert par quatre colonnes ioniques qui soutiennent un entablement à frise. Les façades latérales sont ouvertes par des fenêtres géminées, posées sur des bas-reliefs et encadrées par des pilastres corinthiens.
Des noms d'artistes sont visibles sur la frise extérieure ainsi que dans la première salle. L'extérieur est aussi décoré de figures ailées, dues à Tony Noël, de lions ailés en acrotère, d'un buste de Marianne au-dessus de la porte, et des deux statues qui encadrent l'escalier. L'une représente un tigre attaquant un bison, et l'autre une panthère attaquant une tortue,.

## Les collections

### Ornithologie
La collection contient environ 600 oiseaux naturalisés. Ces spécimens, dont la plupart sont visibles en Mayenne, viennent principalement de la collection Griveau, constituée entre 1880 et 1890. D'autres proviennent du lycée de Laval et de l'association Mayenne-Sciences.

### Oologie
Le musée possède une collection d'œufs d'oiseaux comprenant environ 2 000 spécimens, principalement d'espèces paléarctiques. Presque toutes les espèces aviaires françaises et mayennaises sont présentes, avec aussi des espèces exotiques et des œufs de tortues.

### Mammologie
Le musée possède un certain nombre de mammifères naturalisés, incluant des espèces locales, comme une loutre, un blaireau, une fouine, une martre ou un putois, mais aussi phoque moine, un puma et une louve et trois louveteaux. Il y a aussi de petites collections de poissons et de reptiles naturalisés ou conservés dans l'alcool.

### Entomologie
La collection d'insectes compte environ 1 000 spécimens, amassés au XXe siècle. À partir de 2003, le musée a commencé à étendre cette collection. Elle comprend surtout des coléoptères et lépidoptères, avec notamment des spécimens de Guyane et du Brésil.

### Malacologie
Le musée contient environ 7 000 spécimens de mollusques, notamment des brachiopodes collectés à la fin  du XIXe siècle dans de nombreuses régions du monde. Le musée possède aussi quelques coraux et éponges.

### Botanique
Cette collection comprend 30 000 planches d'herbiers, surtout réalisés en Mayenne. Il y a aussi des échantillons de bois exotiques (Japon, Cambodge, Angola, Cameroun, Argentine, Australie, Java…) et un ensemble important de graines,. Une collection de plantes rapportée de La Réunion est donnée au musée par Auguste Logeais à la fin du XIXe siècle.

### Minéralogie
Il y a environ 2 000 échantillons dont des échantillons de stibines et d'or provenant de la mine mayennaise de la Lucette.

### Paléontologie
Cette collection est très importante, avec plus de 60 000 fossiles. Toutes les époques géologiques sont représentées (Cénozoïque, Mésozoïque, Paléozoïque). Une grande partie des spécimens viennent de Mayenne.  Ces fossiles proviennent principalement des collectes effectuées par Daniel Œhlert et par ses collaborateurs comme Frédéric Davoust, Jules Triger, le comte Paul de Viennay, Ernest Perrot, Paul et Louis de Farcy, et Louis Tanquerel des Planches. Le musée possède aussi des artefacts humains du Paléolithique, du Néolithique, de l'Antiquité et du haut Moyen Âge, provenant notamment des grottes de Saulges. Ces artefacts comprennent des outils, des armes, des poteries ou encore des bijoux.

### Géologie
Cette collection compte 12 000 échantillons de roches, collectées en Mayenne, en Bretagne, dans la Sarthe, le Maine-et-Loire, mais aussi dans le Bassin parisien, les Alpes et les Pyrénées. Ces échantillons proviennent principalement des collectes effectuées par Édouard Blavier et par Daniel Œhlert.

### Ostéologie
Cette collection rassemble des ossements d'espèces préhistoriques et actuelles. Les pièces préhistoriques ont été trouvées en Mayenne, notamment dans les grottes de Saulges, et appartiennent à diverses espèces disparues, comme le mammouth, le rhinocéros de Merck, le rhinocéros laineux, l'auroch ou encore le lion des cavernes. Les ossements actuels appartiennent principalement à des mammifères et des oiseaux. Cette collection renferme aussi quatre squelettes humains, ceux d’Anne d'Alègre et de son fils, Guy XX de Laval, un squelette de l'Âge du fer provenant d'une grotte à Voutré et un squelette de plus de 1 000 ans découvert à Saint-Denis-d'Anjou.

### Technologie
Le musée possède quelques outils scientifiques historiques, comme des instruments de mesure, des phonographes, une horloge astronomique, une lunette astronomique et un appareil photo. Il possède aussi un ensemble de vélocipèdes anciens.

## Bibliothèque scientifique
La bibliothèque scientifique est composée pour une grande partie des ouvrages achetés et utilisés par Daniel Œhlert. Elle est constituée d'environ 6 000 livres : 31 ouvrages datent du XVIIIe siècle, parmi lesquels figurent les œuvres de Buffon et de Linné et environ 2 000 ouvrages datés du XIXe siècle dont ceux de Cuvier et de Lamarck.

## Gestion
Le musée des Sciences assure la gestion de la grotte de la Roche.

## Expositions temporaires
Le ZOOM, centre de culture scientifique, technique et industrielle de Laval accueille deux à trois expositions temporaires par an, avec des thèmes scientifiques comme le sentiment amoureux, l'égalité fille-garçon, les fruits et légumes, les transports, les dinosaures, etc.